# Our Last Night
Our Last Night (с англ. — «Наша последняя ночь») — американская рок-группа из Нью-Гэмпшира, основанная в 2003 году и состоящая из трёх участников: Тревор Уэнтворт, Мэтт Уэнтворт и Тимоти Моллой. На раннем этапе существования получила известность и привлекла внимание лейблов отчасти благодаря тому, что партии экстремального вокала исполнял 11-летний Тревор Уэнтворт. Позже стала также известна своими каверами на поп-хиты в стиле пост-хардкор и альтернативный метал.

## История
В 2004 и 2005 годах группа независимо выпустила дебютный мини-альбом We’ve Been Holding Back и первый полноформатный Building Cities from Scratch.
В августе 2007 года Our Last Night подписали договор с Epitaph Records и выпустили свой второй альбом The Ghosts Among Us 4-го марта 2008 года, который занял 6-ю строчку Биллборда. До истечения контракта с лейблом также состоялись релизы альбомов We Will All Evolve (2010) и Age Of Ignorance (2012).
Группа стала более популярной благодаря мини-альбомам Summer Of Covers (2013) и Oak Island (2013), вновь выпущенных на собственные средства музыкантов. В 2014 году вышла акустическая версия мини-альбома Oak Island, также содержащая новый трек «Falling Away». 16 июня 2015 года, в 22-й день рождения Тревора Уэнтворта, был выпущен пятый студийный альбом Younger Dreams.
Our Last Night впервые посетили Россию в 2014 году, отыграв концерты в Москве (29 января) и Санкт-Петербурге (30 января). В апреле 2015 года группа вернулась в Россию, отыграв 7 концертов, среди которых — выступления в Москве и Санкт-Петербурге при поддержке Радио ULTRA. В концертный график также были включены Новосибирск, Омск, Екатеринбург, Невьянск и Самара.
В январе 2022 года Our Last Night заявили об уходе из группы одного из участников — Алекса «Вуди» Вудроу.

## Музыкальный стиль
Музыкальный стиль группы можно описать как смесь пост-хардкора и альтернативного рока с элементами металкора. В ранних релизах было меньше чистых вокальных партий, в то время как в современных релизах, он более мелодичен с заметно уменьшенной ролью экстрим-вокала. Мэтт Вентворт иногда играет на семиструнной гитаре с пониженным тоном, что помогает привнести элементы джента в общий звук.

## Состав

### Действующие музыканты
- Тревор Уэнтворт — экстрим вокал, акустическая гитара, чистый вокал (2003—настоящее время)
- Мэтт Уэнтуорт — чистый вокал, соло-гитара, фортепиано (2003—настоящее время)
- Тимоти Моллой — ударные (2006—настоящее время)

### Гастролирующие с группой
- Колин Перри — ритм-гитара, бэк-вокал (Бывший участник 2006—2012)

### Бывшие участники
- Алекс «Вуди» Вудроу — бас-гитара, бэк-вокал (2003—2022 гг.)
- Джаред Мелвил - ударные (2003-2004)
- Тим Валич — ритм-гитара (2004—2005 гг.)
- Мэтью Валич — ударные (2004—2005 гг.)
- Ник Перрикон — ритм-гитара (2005—2006 гг.)
- Джоуи Перрикон — ударные (2005—2006 гг.)

Временная шкала

## Дискография
Студийные альбомы
- The Ghosts Among Us (2008)
- We Will All Evolve (2010)
- Age of Ignorance (2012)
- Younger Dreams (2015)
- Let Light Overcome (2019)
- Overcome the Darkness (2019)
- Let Light Overcome the Darkness (2020)
- Left Alone (2025)

Мини-альбомы
- We’ve Been Holding Back (2004)
- Building Cities from Scratch (2005)
- A Summer Of Covers (2013)
- Oak Island (2013)
- Oak Island Acoustic (2014)
- Decades Of Covers (2016)
- Selective Hearing (2017)

## Музыкальные видео
- «Tear Her: I Will Be Revenged» (2005)
- «Escape» (2008)
- «Elephants» (2010)
- «The Devil Inside You» (2010)
- «Invincible» (2012)
- «Fate» (2013)
- «Fate» (acoustic) (2013)
- «Skyfall» (Adele cover) (2013)
- «Reason to Love» (acoustic) (2013)
- «Stay» (Rihanna cover) (2013)
- «Mirrors» (Justin Timberlake cover) (2013)
- «Clarity» (Zedd cover) (2013)
- «Radioactive» (Imagine Dragons cover) (2013)
- «Wrecking Ball» (Miley Cyrus cover) (2013)
- «Same Old War» (2013)
- «Sunrise» (2014)
- «Dark Horse» (Katy Perry cover) (2014)
- «Dark Storms» (2014)
- «Same Old War» (acoustic) (2014)
- «Sunrise» (acoustic) (2014)
- «Bye Bye Bye» (NSYNC cover) (2014) ft. Cody Carson
- «Falling Away» (2014)
- «Reality Without You» (acoustic) (2014)
- «Maps» (Maroon 5 cover) (2014)
- «Habits» (Tove Lo cover) (2014)
- «Blank Space» (Taylor Swift cover) (2015)
- «The Heart Wants What It Wants» (Selena Gomez cover) (2015) ft. Craig Owens
- «Left Swipe Dat» (Truth cover) (2015)
- «Home» (2015)
- «A World Divided» (2015)
- «Road To The Throne» (2015)
- «Can’t Feel My Face» (The Weeknd cover) (2015)
- «Drag Me Down» (One Direction cover) (2015) ft. Matty Mullins
- «Sorry» (Justin Bieber cover) (2016)
- «Stressed Out» (Twenty One Pilots cover) (2016)
- «I’ll Never Forget You» (MNEK & Zara Larsson cover) (2016)
- «White Tiger» (2016)
- «Eleanor Rigby» (The Beatles cover) (2016)
- «Hotel California» (The Eagles cover) (2016)
- «With or Without You» (U2 cover) (2016)
- «You Oughta Know» (Alanis Morissette cover) (2016)
- «Toxic» (Britney Spears cover) (2016)
- «Cold Water» (Major Laser and Justin Bieber cover) (2016) ft. Trenton Woodley and Garret Repp
- «Common Ground» (2016)
- «Stay With Me» (Sam Smith cover) (2016)
- «All We Know» (The Chainsmokers cover) (2016) ft. Andie Case
- «We Don’t Talk Anymore» (Charlie Puth ft. Selena Gomez cover) (2016) ft. Andie Case
- «Black Beatles» (Rae Sremmurd cover) (2017)
- «Heavy» (Linkin Park ft. Kiiara cover) (2017) ft. Living in Fiction
- «Shape Of You» (Ed Sheeran cover) (2017)
- «Broken Lives» (2017)
- «Tongue Tied» (2017)
- «Caught In The Storm» (2017)
- «Humble» (Kendrick Lamar cover) (2017)
- «Look What You Made Me Do» (Taylor Swift cover) (2017)
- «1-800-273-8255» (Logic, Alessia Cara, Khalid cover) (2017)
- «Ivory Tower» (2017)
- «Silence» (Marshmello cover) (2017)
- «Ghost In The Machine» (2017)
- «Havana» (Camila Cabello cover) (2018)
- «Fantasy Land» (2018)
- «God’s Plan» (Drake cover) (2018)
- «The Middle» (Zedd cover) (2018)
- «Better Now» (Post Malone cover) (2018) (ft. Fronz, Tilian Pearson & Luke Holland)
- «Back To You» (Selena Gomez cover) (2018) (ft. Halocene, Adam Christopher, Micki Sobral, Henrique Baptista & Tom Verstappen)
- «Demons» (2019)
- «The Leap» (2019)
- «Bury The Hatchet» (2019)
- «7 Rings» (Ariana Grande cover) (2019) (ft. Derek DiScanio)
- «Castle in The Sky» (2019)
- «I Don’t Care» (Ed Sheeran & Justin Bieber cover) (2019)
- «Old Town Road» (Lil Nas X ft. Billy Ray Cyrus cover) (2019)
- «If I Can’t Have You» (Shawn Mendes cover) (2019)
- «The Beaten Path» (2019)
- «Let Light Overcome The Darkness» (2019)
- «Losing Sleep» (2019)
- «Someone You Loved» (Lewis Capaldi cover) (2019) (ft. I See Stars, The Word Alive, Ashland)
- «When Humans Become Our Gods» (2019)
- «Hot Girl Bummer» (blackbear cover) (2020)
- «No Time For Die» (Billie Eilish cover) (2020)
- «Intentions» (Justin Bieber cover) (2020)
- «Lost» (2020)
- «Ignorance Is Bliss» (2020)
- «Bronze Serpent» (2020)
- «My Ex's Best Friend» (Machine Gun Kelly ft. blackbear cover) (2020)
- «Fire In The Streets» (2020)
- «Mood» (24kGoldn cover) (2020)
- «Jingle Bell Rock» (Bobby Helms cover) (ft. Cole Rolland) (2020)
- «Abcdefu» (Gayle Cover) (2022)